# سفارة النرويج في الهند
سفارة النرويج في الهند هي أرفع تمثيل دبلوماسي لدولة النرويج لدى الهند. تقع السفارة في نيودلهي وهي تهدف لتعزيز المصالح النرويجية في الهند.

## وصلات خارجية
- قائمة سفارات النرويج
- قائمة السفارات في الهند